# 神奈川県道304号腰越大船線

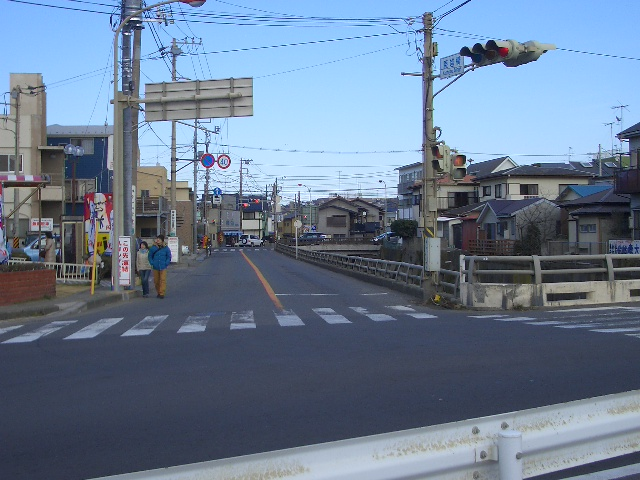
腰越橋交差点（2005年1月30日撮影） - 県道304号の起点。画面奥が県道304号大船方面、右手が国道134号横須賀方面、左手が国道134号大磯方面

神奈川県道304号腰越大船線（かながわけんどう304ごう こしごえおおふなせん、以下県道304号と記す）は神奈川県鎌倉市腰越（腰越地域）の腰越橋交差点より同県同市小袋谷（大船地域）の神奈川県道301号大船停車場線までの約5kmを走る県道。
1960年（昭和35年）4月1日、神奈川県によって県道に認定された。

## 概要
県道304号は国道134号と接する小動岬付近の腰越橋交差点を起点とし、湘南モノレール江の島線西鎌倉駅付近までを神戸川・旧江ノ島道とほぼ併走する。なお西鎌倉駅付近の赤羽交差点で旧京急自動車専用道と交差する。青蓮寺付近で旧江ノ島道とわかれ、手広交差点で神奈川県道32号藤沢鎌倉線と交差、その後は終点まで柏尾川とほぼ平行して走る。
柏尾川と平行に走る区間は工場地帯となっており、三菱の工場や鎌倉車両センターなどいくつもの工場・企業が立ち並ぶ。
湘南モノレール江の島線富士見町駅付近で旧京浜急行自動車専用道（現在は市道西鎌倉大船線）と合流し、跨線橋で県道302号線、小袋谷川、横須賀線を越え、県道301号線と接続する。
青蓮寺付近はかつて細い山道（旧江ノ島道）しかなかったが、この県道の開通に先立ち1957年（昭和32年）に切通しが作られた。切通しの掘削には陸上自衛隊の施設科中隊が動因される大規模なものであったが、これにより乗用車の通行が可能になり周辺地域の交通の便も飛躍的に向上した。この道路の開通は腰越地域（特に西鎌倉住宅地）の宅地化を急速に進展させた原動力となった。

## 路線状況

### 利用状況
交通量
| 地点                | 平日12時間        | 平日24時間        |
| 地点                | 2005年度⇒2010年度 | 2005年度⇒2010年度 |
| 鎌倉市腰越4丁目8-29 | 6,321台⇒7,252台   | 8,913台⇒10,443台  |

## 通過する自治体
- 鎌倉市

## 交差・接続する道路
- 腰越橋（こしごえばし）交差点（起点） - 国道134号
- 神戸橋（ごうどばし）交差点 - 江ノ島電鉄線の併用軌道
- 赤羽（あかばね）交差点 - 市道西鎌倉大船線（旧京浜急行自動車専用道）、湘南モノレール江の島線
- 手広（てびろ）交差点 - 神奈川県道32号藤沢鎌倉線
- 山崎跨線橋南（やまざきこせんきょうみなみ）交差点 - 神奈川県道302号小袋谷藤沢線
- 鎌倉武道館東側（かまくらぶどうかんひがしがわ）交差点 - 神奈川県道302号小袋谷藤沢線
- 台二丁目（だいにちょうめ）交差点 - 市道西鎌倉大船線（旧京浜急行自動車専用道）、湘南モノレール江の島線
- 小袋谷跨線橋（こぶくろやこせんきょう） - 歩行者、自転車は県道302号線からも階段で直接上がることができる。
  - 神奈川県道302号小袋谷藤沢線　（立体交差）
  - 小袋谷川
  - JR 横須賀線
- 大船三丁目（おおふなさんちょうめ）交差点 googleマップ - 神奈川県道301号大船停車場線

## 沿線の主な施設
- 腰越駅
- 腰越中学校
- 西鎌倉駅
- 鎌倉市立西鎌倉小学校
- 手広中学校
- 神戸製鋼所